# Miquel Sallarès i Mas
Miquel Sallarès i Mas (Sabadell, 1848 - 16 de setembre de 1905) fou un pintor català. Va ser el pare del llibreter, escriptor i editor Joan Sallarès i Castells.
De jove treballava de pagès, fins que, aproximadament quan va fer 20 anys, va començar a dedicar-se a pintar cases. Va aprendre a pintar quadres a l'Acadèmia de Belles Arts de Sabadell, entitat de la qual va esdevenir un dels membres més actius, ja que participava en totes les sortides i excursions que s'hi programaven. Va col·laborar amb Francesc Soler i Rovirosa en la realització dels decorats del Teatre Principal, la qual cosa li va permetre adquirir la tècnica pictòrica necessària. Juntament amb Marian Burguès, bon amic seu, i altres sabadellencs fundà la Sociedad Espiritista la Fraternida," que tenia com a finalitat socórrer els malalts de verola durant l'epidèmia que assolà la ciutat.
El Museu d'Art de Sabadell (MAS) conserva una dotzena d’obres de Miquel Sallarès, dues de les quals es poden veure a l'exposició permanent. Es tracta d'obres que pertanyen al gènere paisatgístic i tenen una gran similitud entre si.